# 泰臣 (藝人)
泰臣（英語：Tyson Chak，1975年10月10日—），本名「翟凱泰（英語：Chak Hoi Tai）」，香港影視男演員，曾為PIP文化產業全職創作演員，2007年获香港舞台剧奖「最佳男配角（喜 / 闹剧）奖」提名；曾是無綫電視基本藝人合約藝員，參與過多部電影及無綫電視劇集，現為星窩（STARWOW）旗下藝人。

## 簡歷
泰臣曾就讀福榮街官立小學（1988年上午校小六）及九龍工業學校（1993年中五；1995年中七），在校時已喜歡演戲和參加戲劇表演，於香港城市大學修畢電腦工程系學士課程後，當時從朋友口中得知香港演藝學院招收新生便拿表格報名，最終獲主考官鍾景輝、林立三、陳有后取錄，毛俊輝亦是其戲劇老師；2000年則取得表演系深造文憑和獲頒發優異「Distinction」成績。他曾從事多類型的表演藝術工作，如音樂劇、兒童劇及形體劇場，不久便加入PIP文化產業成為全方位創作演員，開始編寫劇本、導演及監製工作，2007年憑《蛇鼠一窩》獲提名競逐香港舞台劇獎「最佳男配角（喜 / 鬧劇）獎」。除了演員身分之外，他更是一名表演教學導師，舉辦多次演技工作坊「喜動表演工作坊」，曾任無綫電視藝員訓練班客席導師，近年更受邀為多間機構作企業培訓。
2013年起，泰臣成為經理人公司星窩（STARWOW）旗下藝人，並從舞台劇界轉向影視圈發展，曾參與多部電影，包括《潮性辦公室》、《豪情3D》、《分手100次》、《王家欣》、《原諒他77次》、《我的情敵女婿》、《肥龍過江》、《乜代宗師》及《逃獄兄弟》等；同年7月因監製何小慧正構思節目《反斗紅星放暑假》的新環節，而他在《潮性辦公室》表現突出，故此獲邀參與其中，更加入成為無綫電視基本藝人合約藝員，活躍於劇集及綜藝節目，例如《東坡家事》、《致命復活》、《雜警奇兵》、《老表，畢業喇！》、《使徒行者2》、《翻生武林》、《鐵探》；《街頭魔法王》、《瀛真扮嘢王》、《我愛香港》、《最緊要好玩》等，演出受到觀眾注目。
泰臣作為PIP文化產業首席演員期間，曾參與如舞台劇《麻甩俠》、《𡃁模襲地球》中反串演出鬍鬚美女及《潮性辦公室》（1至4季）等代表作。當中於《潮性辦公室》2009 - 13年系列中飾演「送水輝哥」一角既受到歡迎，其表演片段又於網絡上引起話題，角色形象更獲電視台劇集製作組再創作。2019年，他獲澳門美獅美高梅邀請，參演享譽世界之阿根廷劇目《Fuerza Bruta Wayra極限震撼》；2021年8月在《智能愛人》裡飾演機械保安「Rocky」一角而再受注視，並獲提名《萬千星輝頒獎典禮2021》「最佳男配角」最後五強。
2023年6月初，泰臣在社交平台宣布與無綫電視結束合約。

## 演出作品

### 電影
| 年份 | 電影名稱                         | 飾演                         | 性質       | 導演          | 合作演員                                                       |
| ---- | -------------------------------- | ---------------------------- | ---------- | ------------- | -------------------------------------------------------------- |
| 2011 | 《潮性辦公室》（電影版）         | 阿泰                         | 主演       | 李公樂        | 詹瑞文, 蝦頭, 呂慧儀, 陳靜, 黃文慧                             |
|      | 《人約離婚後》                   | 換妻參加者                   | 配角       | 葉念琛        | 佘詩曼, 方力申, 羅仲謙, 蝦 頭                                  |
| 2012 | 《八星抱喜》                     | 《2012超級港男大招募》參加者 | 客串       | 陳慶嘉/秦小珍 | 古天樂, 吳君如, 黃百鳴                                         |
|      | 《桃姐》                         | 冷氣機維修工                 | 客串       | 許鞍華        | 劉德華                                                         |
| 2013 | 《十大傑青選舉2013》（微電影）   | 愛心女俠、勇氣隊長           | 男主角     |               |                                                                |
|      | 《超級經理人》                   | 彬哥                         | 客串       | 馮志強        | 杜汶澤 , 蔡卓妍                                                |
|      | 《深愛著你》（陳百強紀念微電影） | 李健                         | 男主角     |               | 蔚雨芯                                                         |
|      | 《快樂小子》（鮮浪潮短片）       | 阿偉                         | 男主角     |               |                                                                |
| 2014 | 《豪情3D》                       | 梁景                         | 主演       | 李公樂        | 杜汶澤 , 何超儀 , 曾國祥                                       |
|      | 《分手100次》                    | 文傑                         | 配角       | 鄭丹瑞        | 鄭伊健 , 周秀娜 , 何浩鵬 , 王菀之                              |
|      | 《第七謊言》                     | Tommy 仔                     | 配角       | 孔令政        | 何超儀 , 鄭中基, 姜皓文                                        |
| 2015 | 《黑客特攻》                     | 香港警察技術員               | 配角       | Michael Mann  | 克里斯·漢斯沃 , 湯唯 , 王力宏 , 安志杰                         |
|      | 《吉祥酒店》                     | 亞牛                         | 主演       | 葉天行        | 周柏豪 , 連詩雅 , 羅蘭 , 盧海鵬                                |
|      | 《王家欣》                       | 喪 Paul                      | 第二男主角 | 劉偉恆        | 黃又南、吳千語                                                 |
|      | 《有客到》                       | 垃圾車司機                   | 配角       | 吳家麗        | 劉心悠、徐子珊                                                 |
| 2016 | 《暗色天堂》                     | 裁判官                       | 客串       | 袁劍偉        | 張學友 , 林嘉欣 , 黃秋生                                       |
|      | 《原諒他77次》                   | Client C                     | 客串       | 邱禮濤        | 周柏豪 , 蔡卓妍                                                |
| 2017 | 《迷情白夜化妝師》               | 查理 卓別林                  | 客串       |               |                                                                |
| 2018 | 《我的情敵女婿》                 | 泰臣                         | 客串       | 葉念琛        | 劉嘉玲、任達華、衛詩雅、王菀之、姜皓文、方力申、林盛斌及唐詩詠 |
|      | 《逆向誘拐》                     | Zachary                      | 配角       | 黃浩然        | 吳肇軒 , 蘇麗珊 , 邵仲衡                                       |
| 2019 | 《家和萬事驚》                   | 廣告公司職員                 | 客串       | 邱禮濤        | 吳鎮宇、古天樂、袁詠儀、張達明                                 |
|      | 《肥龍過江》                     | 香蕉日報記者                 | 配角       | 谷垣健治      | 甄子丹、王晶、毛舜筠、周勵淇                                   |
|      | 《乜代宗師》                     | 拳賽旁述                     | 客串       | 黃子華        | 黃子華 , 劉心悠                                                |
|      | 《金袍拳王》                     | 排骨仔                       | 主演       | 阮繼志        | 葉文龍 , 錢小豪 , 徐浩昌(肥腸)                                 |
|      | 《逃獄兄弟》                     | 膽小強                       | 配角       | 麥浩邦        | 譚耀文、張繼聰、栢天男 , 張建聲                                |
| 2022 | 《逃獄兄弟2》                    | 膽小強                       | 配角       | 麥浩邦        | 譚耀文、張繼聰、吳卓羲、栢天男、張建聲、黃德斌                 |
|      | 《逃獄兄弟3》                    | 膽小強                       | 配角       | 麥浩邦        | 陳豪, 譚耀文 , 吳卓羲、栢天男、張建聲、黃德斌                  |
|      | 《忽然心動》                     | 導演                         | 客串       | 麥浩邦        | 江𤒹生、吳千語、白只 , 陳欣妍                                  |
|      | 《心裏美》                       | 倫Sir                        | 配角       | 吳家偉        | 余香凝 , 王浩信 , 羅家英                                       |
| 2023 | 《無名指》                       |                              |            | 孔令政        | 郭富城 , 梁詠琪 , 鮑起靜 , 許恩怡                              |

### 電影／劇集配音
| 年份 | 名稱                               | 角色/演員     | 性質 |
| ---- | ---------------------------------- | ------------- | ---- |
| 2003 | 《假如愛有天意》                   | 泰秀          | 主演 |
| 2004 | 《拳覇》                           | 柏朗·依林     | 主角 |
| 2005 | 《冬蔭功》                         | 柏朗·依林     | 主角 |
| 2009 | 《拳覇2》                          | 柏朗·依林     | 主角 |
| 2011 | 《藍精靈》                         | 智多星        | 主演 |
| 2013 | 《藍精靈2》                        | 智多星        | 主演 |
| 2015 | 《荒失失企鵝》                     | Dave          | 主演 |
| 2015 | 《怪物之子》（細田宇動畫）         | 九太          | 主角 |
| 2016 | 《大聖歸來》（電影動畫）           | 豬八戒        | 主演 |
| 2016 | 《西遊記之孫悟空三打白骨精》       | 馮紹峰 (唐僧) | 配角 |
| 2016 | 《憤怒鳥大電影》                   | Chuck         | 主演 |
| 2017 | 《喵星人》                         | 艾倫          | 配角 |
| 2017 | 《妖鈴鈴》                         | 潘斌龍        | 配角 |
| 2019 | 《最佳男友進化論》                 | 鄭愷          | 主角 |
| 2019 | 《憤怒鳥大電影2》（電影動畫）      | Chuck         | 主演 |
| 2020 | 《急先鋒》                         | 艾倫          | 主演 |
| 2021 | 《惡魔的藝術》（泰劇、myTV SUPER） |               | 配角 |
| 2023 | 《超級瑪利歐兄弟大電影》           | 瑪利歐        | 主角 |
| 2024 | 《荒野機械人》                     | 阿飛          | 主角 |

### 電視節目

#### 劇集、主持（香港電台電視部）
- 2013年：《機電夢飛翔》 - 修電技工
  - 《證義搜查線2 - 回報》
  - 《反斗普通話》
- 2014年：《生存之道》主持
- 2015年：《證義搜查線3 - 顯淺真相》
  - 《獅子山下2015 —— 鬼收樓》
- 2016年：《辦公室生存之道》 - 主持
- 2017年：港台電視《啟播禮》 - 大會司儀
- 2018年：《周遊列車》 - 聲演主持
- 2019年：《周遊列車2》 - 聲演主持
- 2020年：《周遊列車3》 - 聲演主持

#### 電視劇集（無綫電視）
- 2015年：《天眼》 飾 倪富貴
- 《四個女仔三個BAR》飾 大笑瑜伽導師
- 《東坡家事》 飾 陳季常
- 2016年：《潮流教主》 飾 梁秋月
  - 《完美叛侶》 飾 陳雙鷹
  - 《巨輪II》 飾 東
  - 《致命復活》 飾 凌澤西
- 2017年：《迷》 飾 關溪
  - 《雜警奇兵》 飾 查仁杰
  - 《老表，畢業喇！》 飾 徐智麼
  - 《使徒行者2》 飾 King
- 2018年：《翻生武林》 飾 謝過
  - 《特技人》 飾 霍大衛
  - 《是咁的，法官閣下》 飾 翟官
- 2019年：《鐵探》 飾 嚴世孝
- 2020年：《機場特警》 飾 孔劉
  - 《使徒行者3》 飾 魏德禮心魔（第24、32集）
  - 《大步走》（myTV Gold 首播[21]） 飾 范遠楠
- 2021年：《智能愛人》 飾 Rocky
  - 《監警最前線》 飾 監警會委員陳律師（第2、3集）
- 2022年：《雙生陌生人》 飾 于立昌
  - 《美麗戰場》 飾 Richard
- 2025年：《富貴千團》 飾 羅渣

#### 劇集（其他平台）
- 2012年：《娛樂CIA》（亞洲電視）
- 2018年：《蝕日風暴》（優酷 / 寰亞傳媒集團） 飾 阮家聲

#### 網絡劇（Big Big Channel）
- 2017年：《降魔的番外篇 - 首部曲》 飾 波旬

### 舞台劇
- 演藝學院時期主演：《浪子回頭》《童謠謀殺案》《天才耗夢》《情敵》
- 2000年：《天下第一樓》
- 2001年：《超人阿四》
  - 《邊城》
- 2002年：《阮玲玉》
- 2003年：《弊傢伙！巫婆靚靚唔見咗》
  - 《山村老師》
- 2004年：《細路細路聖誕Show》
  - 《承受清風》
- 2005年：《查查茶篤撐》
- 2006年：《寵物樂園》
  - 《阿里巴巴爸爸》
  - 《月亮七個半》
  - 《廁客浮士德 - 史詩式大便偽歌劇》
  - 《鍚鍚啤啤熊》
- 2007年：《小紅帽的藍色世界》
  - 《一篤戲 - 一人一物喜劇藝術節》
  - 《神燈小故事》
  - 《惡人谷》
  - 《蛇鼠一窩》（獲提名劇協最佳男配角、潘惠森執導）
  - 《尋找聖誕小肥羊》
- 2008年：《一篤戲Encore》
  - 《29+1》（4次方）
  - 《仲夏夜之夢》
  - 《超無聊要愛》
  - 《超人阿四》 飾 怪獸
  - 《死亡與少女》（聲音演出）
  - 《弊傢伙！巫婆靚靚唔見咗！》 飾 Baddie
- 2009年：《潮性辦公室》（詹瑞文執導） 飾 阿泰
  - 話劇欣賞 - 街頭劇場（搭爹騷）
  - 《海盜家族77》
  - 《港女發狂之港男發瘟》（林奕華執導）
  - 《家家春秋》（甄詠蓓執導）
  - 《𡃁模襲地球》 飾 阿泰、女朋友、朋友、保鑣、舞蹈員、待婚族、「戀人驗傷計劃」學員
- 2010年：《潮性辦公室》Rerun  飾 阿泰
  - 《真的等不了》
  - 《潮性辦公室2》 飾 阿泰
  - 《情人眼裡出壽司》
  - 《笑帝》
  - 《送水輝哥純真傳說》翟凱泰主演執導） 飾 送水輝哥
- 2011年：《潮性辦公室3》飾阿泰
  - 《女人之虎》
  - 《潮性辦公室4.0》飾阿泰
  - 《微男博女》
- 2012年：《野豬》（甄詠蓓執導）
  - 《女人之虎之挑剔女皇》
  - 《麻甩俠》（翟凱泰主演執導） 飾 麻甩俠
  - 《潮性辦公室2012》
  - 《失戀單位》
  - 《陳滿的青春火花》
- 2013年：《麻甩俠 - 大麻甩》 飾 麻甩俠
- 2014年：《黑色星期一》 飾 作曲家
- 2015年：《你喪心·我病狂》
  - 《嬉春酒店》
- 2016年：《泰臣。大揪狂想曲》（Udderbelly Festival Hong Kong 獨腳戲表演）
- 2019年：《Fuerza Bruta Wayra極限震撼》（澳門美高梅劇院阿根廷 Fuerza Bruta 劇團劇目）
- 2020年：《實習魔法師的生命練習題》
- 2021年：《捽！捽！捽！神燈大冒險》（編劇、聯合導演）

### 主持節目（無綫電視）
- 2013年：《反斗紅星放暑假》、《街頭魔法王》
- 2014年：《低俗講波團》、《瀛真扮嘢王》
- 2016年：《我愛香港》、《煒哥的味道》
- 2017年：《最緊要好玩》

### 其他

#### 演藝及企業培訓
- 2011年：千両員工戲劇訓練班
  - 安盛員工訓練
- 2012年：肯德基品牌宣傳計劃 - 員工訓練講座
- 2013年：永明金融企業培訓《我要做主角》
- 2017年：無綫電視藝員訓練班
- 2018年：演員喜動戲劇工作坊2018
- 2019年：演員喜動2 - 神經喜動

#### 音樂錄像及演唱會演出
- 2011年：《踢舘》
- 2013年：許廷鏗《時光》 - 音樂錄像 
  - 許廷鏗《魂遊太虛》（劇場版）
- 2015年：泰大揪《大揪時代》 - 音樂錄像
- 2016年：《Twins LOL Live巡迴演唱會》 - 錄像及現場演出嘉賓

## 曾獲提名與獎項
- 2007年：《第16屆香港舞台劇獎》「最佳男配角（喜 / 鬧劇）獎」提名
- 2022年：《萬千星輝頒獎典禮2021》「最佳男配角」提名（最後五強）